# Калибан

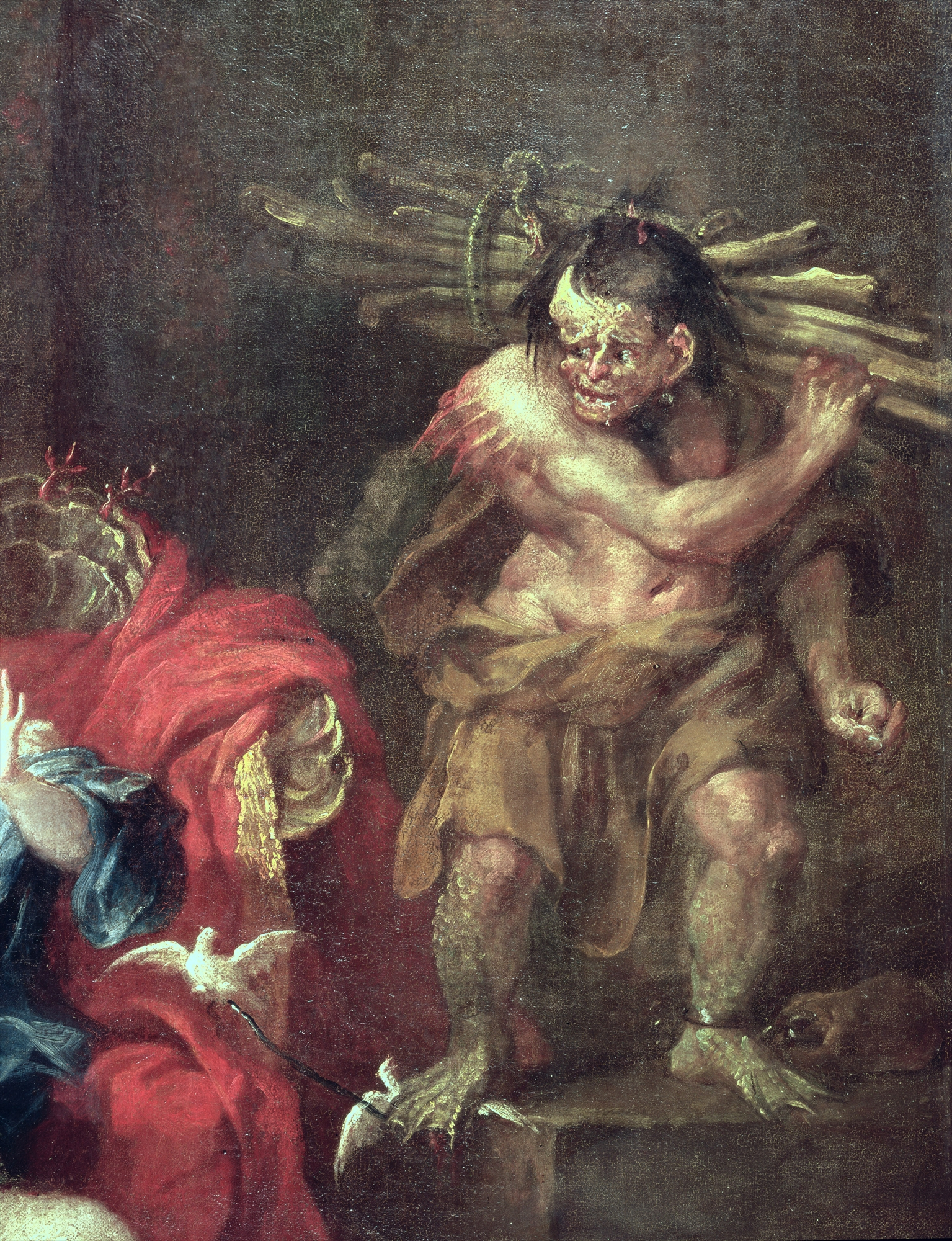
Калибан. «Буря» Уильяма Хогарта.

Калиба́н (англ. Caliban) — один из главных персонажей романтической трагикомедии Уильяма Шекспира «Буря».
Возможно, что образ Калибана был своеобразной сатирой на образ «благородного дикаря», в первую очередь на описанных Монтенем «благородных каннибалов» («Опыты», Том 1, Гл. 31 «О каннибалах»).

## В пьесе
Калибан — антагонист мудреца Просперо, восстающий против хозяина слуга, грубый, злой, невежественный дикарь (авторская характеристика — «уродливый невольник-дикарь»). Шекспировский Калибан не одномерен и не прост, в нём есть природная, дикая сила, за ним есть своя правота. Темы, связываемые с Калибаном — победа человека над разрушительными силами природы, (не)возможность облагораживающего натуру образования (дикарь под влиянием цивилизации), неискоренимость (врожденность) социального неравенства. Советские литературоведы видели в пьесе своего рода подход к критике колониализма. В Калибане и в его противостоянии Просперо можно увидеть бунт против неравенства, отстаивание естественного права (Калибан — сын ведьмы, властвовавшей на острове до прибытия Просперо).
Противостояние Просперо и Калибана — наиболее драматичное из всех противостояний пьесы. В отношениях между волшебником и его рабом зеркально отображается конфликт между Просперо и Антонио. Как Антонио узурпировал власть, так и, в свою очередь, Просперо узурпировал власть на острове Калибана.

## Этимология
Это имя было произведено Шекспиром, по-видимому, от «каннибал», служившего для обозначения карибов. Калибан стал именем нарицательным с значением «грубое, злобное существо; чудовище».

## Значение в культуре

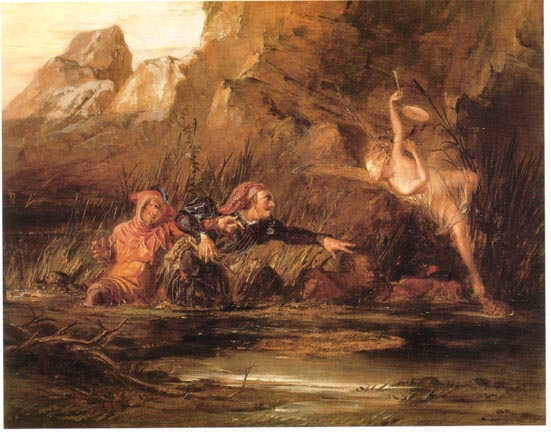
«Ариэль и Калибан». Уильям Белл Скотт, 1865

Образ, созданный Шекспиром, и его символизм получили в современной культуре большое количество интерпретаций, Калибан стал заглавным героем многих произведений. Колин Стилл, рассматривавший «Бурю» как произведение символическо-религиозное, считал Калибана олицетворением дьявола. В драме Ренана «Калибан» (1878) он олицетворяет народ: прибыв вместе с Просперо в Милан, он отнимает у него власть и сам занимает герцогский престол. По мнению английского критика Филлипса, для современного зрителя (читателя) именно Калибан — центральный образ пьесы. Это символ человечества, которое окружает прекрасный мир, но которое в силу скудости знания не может в полной мере насладиться им. Почти все критики, писавшие о «Буре», обращали внимание на поэтичнейший монолог, неожиданный в устах неотёсанного дикаря Калибана, о волшебной музыке острова (акт III, сцена 2). И в этом видят сближение его образа с Ариэлем, символом одухотворённости. Ещё одно общее у Калибана и его антипода — как и Ариэль, Калибан страстно желает свободы. Но в то же время, обретя свободу, он собирается использовать её во вред другому (акт III, сцена 2).
«Уйма эссе была написана о двух символических для идеи культуры и языка фигурах <…> Просперо и Калибане. <…> единственный персонаж, равный Просперо по языку, — это Калибан. <…> лучшие, наиболее музыкальные, наиболее запоминающиеся, наиболее возвышенные строки в „Буре“ — за исключением последней речи Просперо … принадлежат Калибану. <…> для него [Шекспира] было очевидно, что язык поэзии совершенно не укоренен в какой-либо географии или расе, в какой-либо исторической или иронической ситуации».

## Другие персонажи
Именем шекспировского Калибана назван ряд объектов; его имя фигурирует как имя или прозвище персонажа у многих авторов:
- Его имя использует как прозвище один из персонажей детектива Бориса Акунина «Любовница смерти»[8].
- Имя Калибан берёт чудовище Франкенштейна в телесериале «Страшные сказки».
- «Калибаном» девушка Миранда из «Коллекционера» Джона Фаулза называет похитившего её и удерживавшего взаперти ограниченного, эгоистичного, самовлюблённого молодого человека.
- Калибан — один из персонажей сериала «Леденящие душу приключения Сабрины» от Нетфликс. Принц ада, сделанный из глины, претендующий на трон в подземном царстве Пандемониум. Сначала соперничает с главной героиней Сабриной, в итоге к концу сериала женится на её двойнике.
- Калибан — экспериментальный робот, не подчиняющийся трём законам робототехники, один из центральных персонажей научно-фантастической трилогии Роджера Макбрайда Аллена по вселенной Айзека Азимова. Имя Калибан было избрано его создательницей, робототехником Фредой Ливинг, называвшей свои уникальные проекты именами героев шекспировских пьес.
- Калибан — персонаж вселенной Marvel Comics, мутант.
- Калибан — один из главных отрицательных персонажей дилогии Дэна Симмонса «Илион/Олимп».
- калибан — псевдособака в романе Роберта Хайнлайна «Звёздный десант»